# Дагер, Луи
Луи́ Жак Манде́ Даге́р (фр. Louis Jacques Mandé Daguerre, встречается вариант транслитерации Дагерр; 18 ноября 1787 — 10 июля 1851) — французский художник, химик и изобретатель, один из создателей фотографии.

## Биография

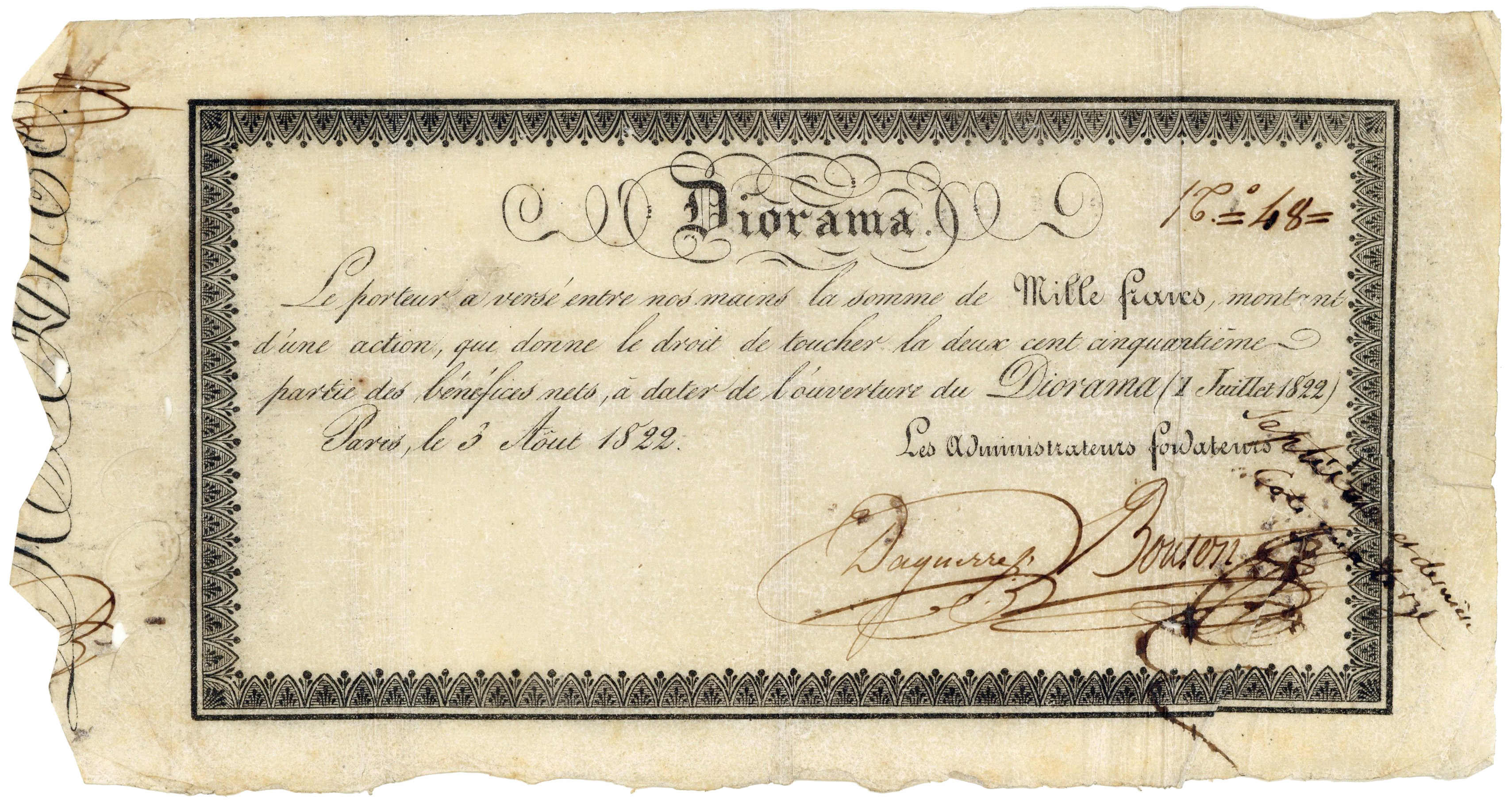
Акция Общества эксплуатации парижской Диорамы на 1000 франков, выпущенная 3 августа 1822 года, подписанная в оригинале двумя изобретателями и директорами-основателями Шарлем Мари Бутоном и Луи Дагером.

Луи Дагер родился 18 ноября 1787 года в городке Кормей-ан-Паризи близ Парижа. Школьного образования практически не получил, в тринадцать лет отец отдал его в ученики к архитектору. В 1804 году, когда Луи Дагеру исполнилось 16 лет, отец отвёз его в Париж и устроил учеником в мастерскую театрального декоратора «Гранд Опера» Деготти.
Дагер был также известен как танцор, канатоходец, театральный художник. К моменту прихода к Деготти он уже знал законы перспективы, поэтому декоратор и взял его в ученики. Природный дар художника сразу выделил постановки Дагера, его стали отмечать критики. Он творил чудеса на сцене, например, вместе со своим компаньоном построил диораму: сидящие зрители могли увидеть какой-нибудь огромный собор снаружи, а потом вдруг оказаться внутри. Для этого писались две картины, размером до двадцати двух метров в высоту. Диорама имела огромный успех в Париже и прославила Дагера.
Чтобы упростить себе работу при создании таких огромных картин, Дагер использовал камеру обскура, однако никак не мог закрепить изображение на пластине. Дагер провёл огромное количество опытов, экспериментируя с химическими веществами, а потом узнал о Нисефоре Ньепсе, который занимался примерно такими же опытами. Дагер пишет ему письмо, и Ньепс предлагает заключить договор о сотрудничестве. В конце 1820-х вместе с Жозефом Ньепсом работал над созданием метода фотографии. В 1833 году Ньепс скончался. Дагеротипия была изобретена уже после этого, практически случайно, как следствие очередного опыта.
Дагер сделал всё, чтобы превратить изобретение Ньепса в реально применимую технологию, правда, с использованием химических веществ, которые были неизвестны Ньепсу. Идея Дагера заключалась в том, чтобы получать изображение с помощью паров ртути. Сначала он проводил опыты с бихлоридом ртути, но изображения получались очень слабые. Затем он усовершенствовал процесс, используя сахар или закись хлора, и, наконец, в 1837 году, после одиннадцати лет опытов, он стал подогревать ртуть, пары которой проявляли изображение. Он превосходно фиксировал изображение, пользуясь сильным раствором обычной соли и горячей водой для смывки частиц серебряного йодида, не подвергшихся воздействию света.
7 января 1839 года французский физик Франсуа Араго сделал доклад о дагеротипии на совместном заседании Французской академии наук и Академии изящных искусств. После этого имя Дагера и его технология стали известны во всем мире. Среди его прямых учеников — Антуан Клоде. К нему пришли слава, богатство и уверенность. Имя Ньепса было практически забыто.
Принцип Дагера проявлять с помощью ртутных паров был оригинален и надёжен, и основан, без сомнения, на знаниях, полученных Дагером от Ньепса. Ньепс не успел закончить свое изобретение из-за смерти, равно как не развить дальше это изобретение его сын Исидор, который стал партнёром Дагера после смерти отца. Сын, очень нуждаясь в средствах, спустя несколько лет заключил новый контракт, в котором указывалось, что Дагер был изобретателем дагеротипа.

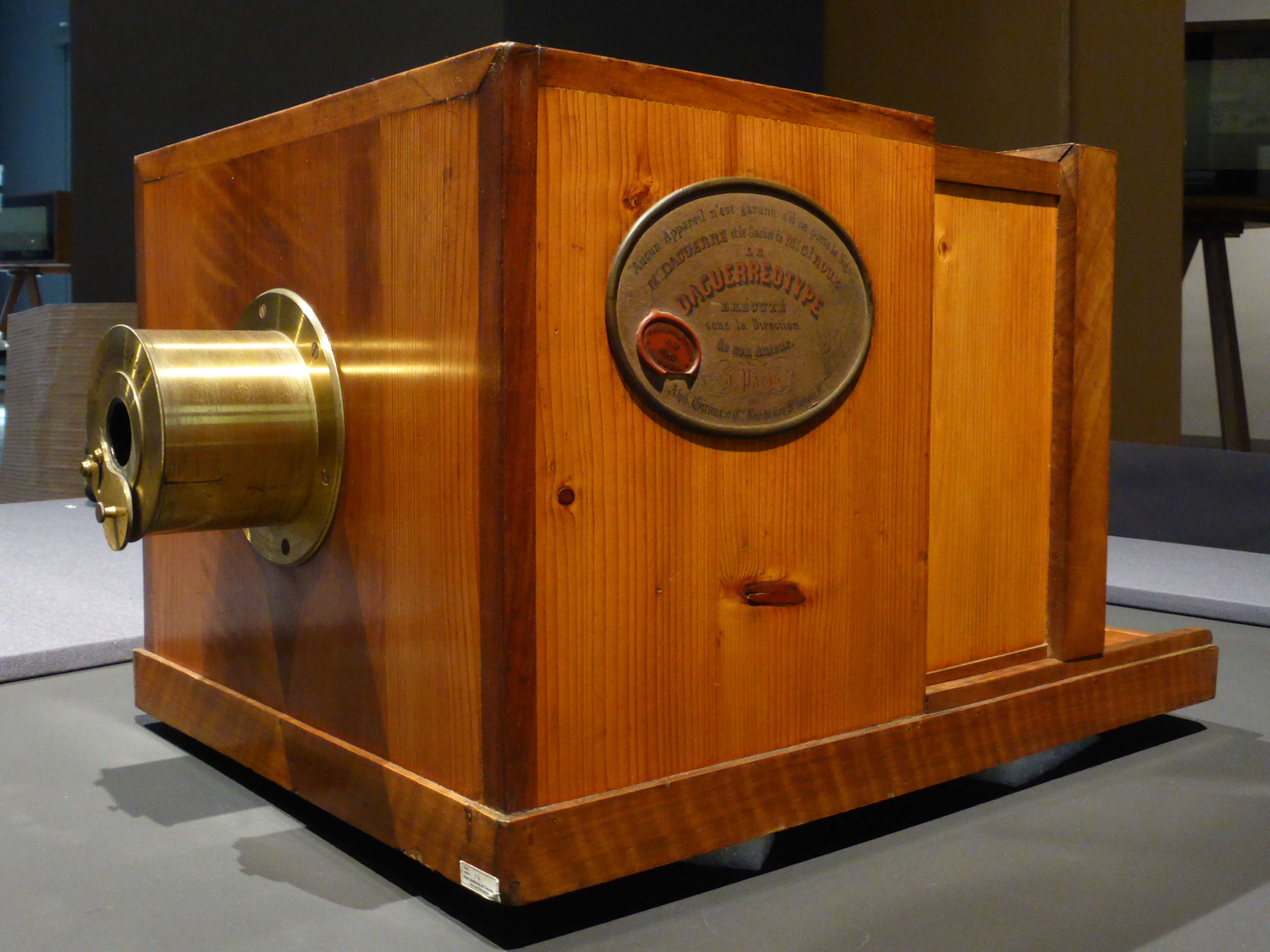
Оригинальная камера Дагера, сделанная Альфонсом Жиру

Дагер скончался 10 июля 1851 года в Бри-сюр-Марн. Его имя внесено в список величайших учёных Франции, помещённый на первом этаже Эйфелевой башни.

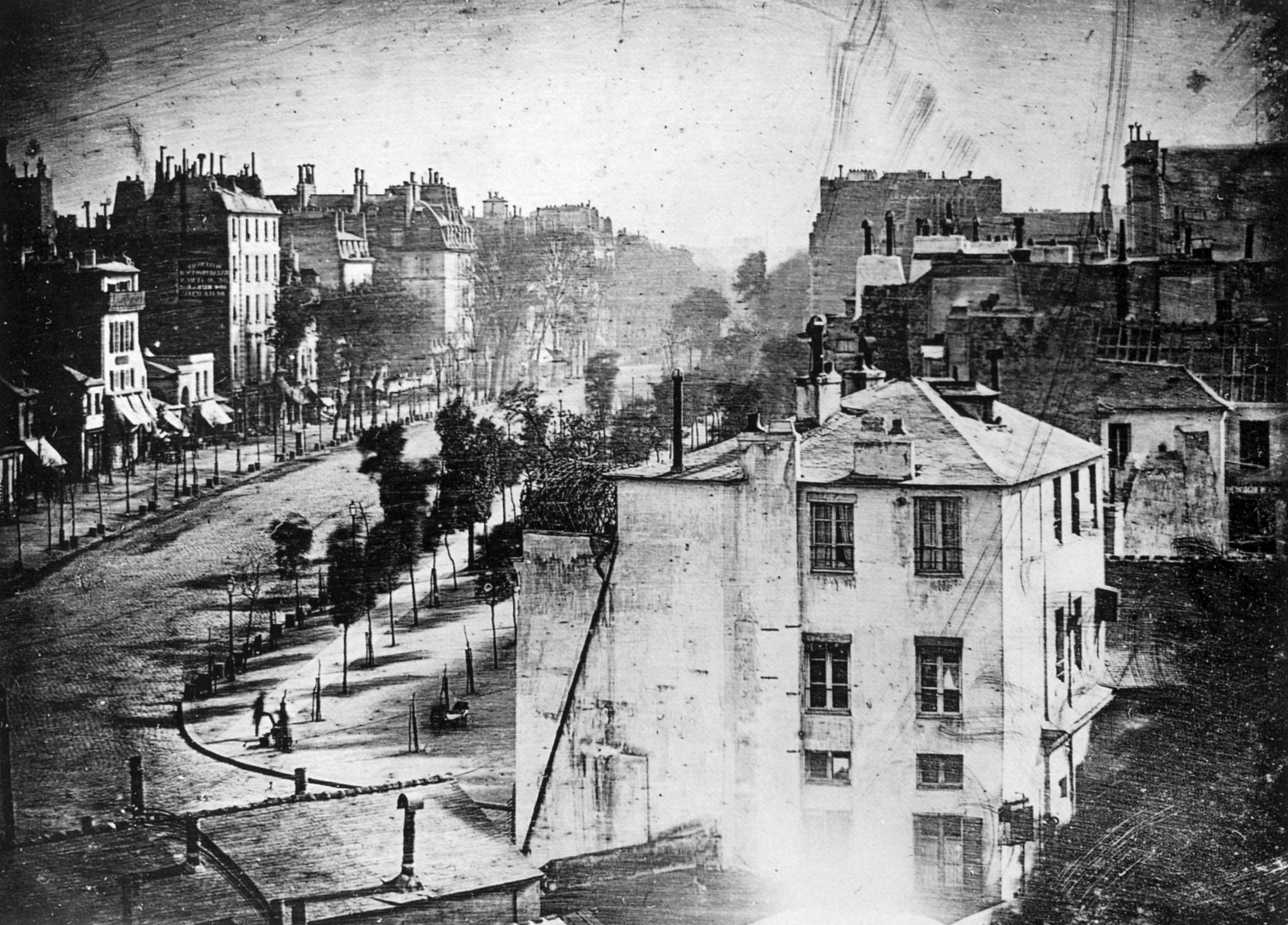
Бульвар дю Тампль в Париже. Луи Дагер, 1838
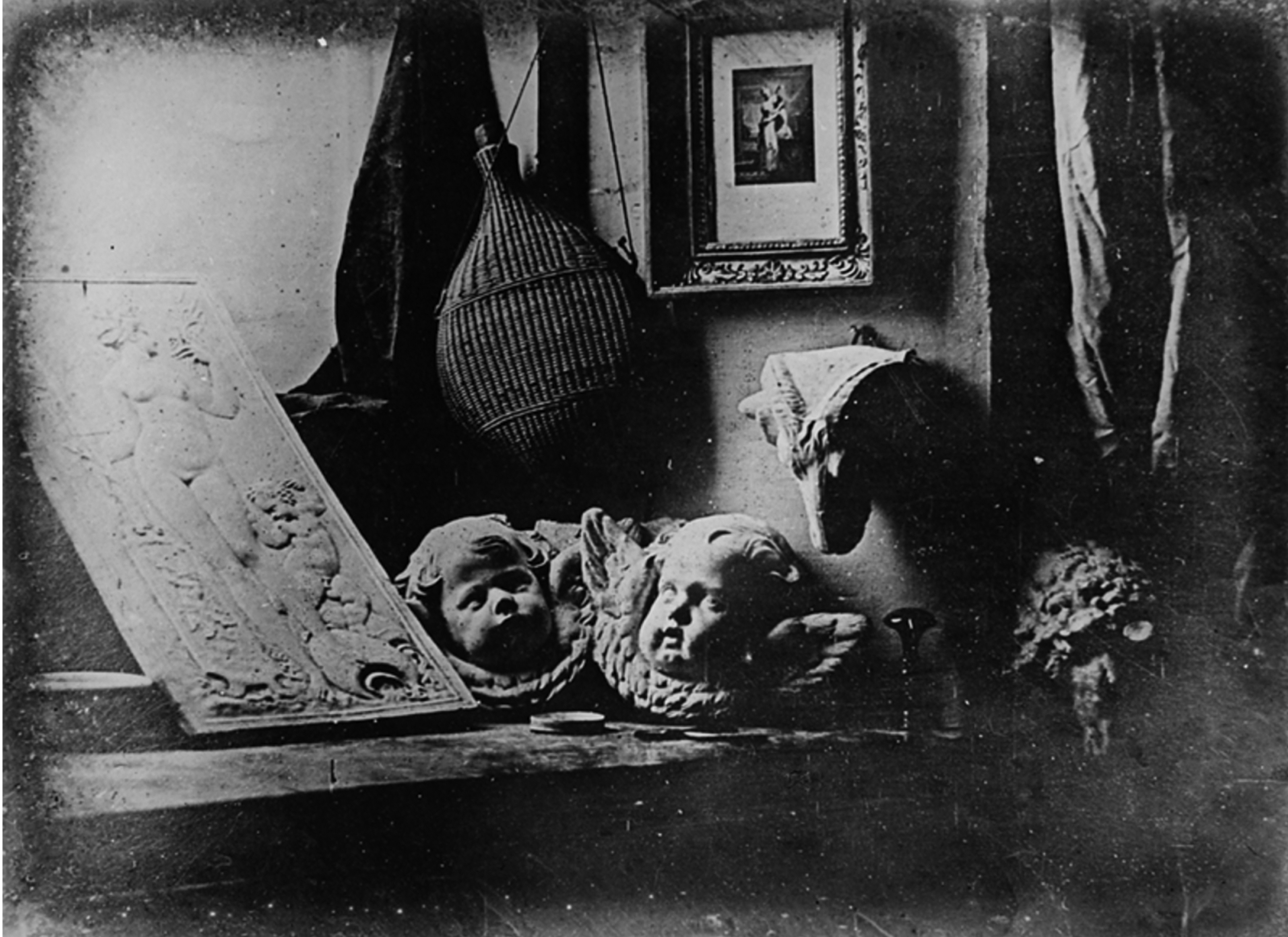
«Мастерская художника». Дагеротип (1837)

## Память
В 1935 году Международный астрономический союз присвоил имя Луи Дагера кратеру на видимой стороне Луны.